# Christopher Ryan
Christopher Ryan est un écrivain américain essentiellement connu en tant que co-auteur du livre Sex at Dawn (Sexe à l'aube en français), publié en 2010 et abordant l'histoire de la sexualité humaine dans l'époque préhistorique.
Il a préparé un doctorat en psychologie à l’Université de Saybrook en Californie. Sa thèse, dirigée par le psychologue Stanley Krippner, étudiait les traces que la culture des populations pré-historiques a laissé dans la sexualité des sociétés modernes.
Christopher est auteur d'un podcast anglophone Tangetially Speaking (Parler et divaguer en français). L'émission comprend des interviews avec de intellectuels et célébrités du monde entier et bénéficie d'une notoriété considérable à l'intérieur des États-Unis.
En 2013 il a également donné une conférence chez Ted sur les sujets de sa spécialisation.